# Lespedeza buergeri
Lespedeza buergeri är en ärtväxtart som beskrevs av Friedrich Anton Wilhelm Miquel. Lespedeza buergeri ingår i släktet Lespedeza och familjen ärtväxter. Inga underarter finns listade i Catalogue of Life.